# Xavier Bonfill i Cosp
Xavier Bonfill i Cosp (Planoles, 1957) és doctor en Medicina per la Universitat Autònoma de Barcelona, especialista en Oncologia Mèdica i en Medicina Preventiva i Salut Pública, màster en Salut Pública per la Columbia University de Nova York, on a més va completar els seus estudis en epidemiologia al Memorial Sloan-Kettering Cancer Center. Va treballar durant 12 anys al Consorci Hospitalari del Parc Taulí de Sabadell i actualment és el Director del Servei d'Epidemiologia Clínica i Salut Pública de l'Hospital de la Santa Creu i Sant Pau de Barcelona. Ha estat el director del Centre Cochrane Iberoamericà en el període 1997-2023, cap del grup de recerca en el CIBERESP (Instituto de Salud Carlos III) i a l'Institut de Recerca Biomèdica Sant Pau. Director de la revista Annals de Medicina de l'Acadèmia de Ciències Mèdiques de Catalunya i de Balears i Catedràtic de Medicina Preventiva i Salut Pública de la Universitat Autònoma de Barcelona. És membre numerari de l'Institut d'Estudis Catalans. i membre corresponent de la Reial Acadèmia de Medicina de Catalunya.